# 数据分析
数据分析是一種统计学常用方法，其主要特点是多维性和描述性。有些几何方法有助于揭示不同的数据之间存在的关系，并绘制出统计信息图，以更简洁的解释这些数据中包含的主要信息。其他一些用于收集数据，以便弄清哪些是同质的，从而更好地了解数据。
資料分析可以处理大量数据，并确定这些数据最有用的部分。本学科近年来的成功，很大程度上是因为制图技术的提高。这些图可以通过直接分析数据，来突出难以捕捉的关系；更重要的是，这些表达方法与基于现象分布的“先验”观念无关，与经典统计方法正相反。
資料分析的数学基础在20世纪早期就已确立，但直到电子计算机的出现才使得实际操作成为可能，并使得資料分析得以推广，而資料分析是数学与计算机科学相结合的产物，且相關的應用還能在未來起到預測輿情、風險控管的效果。
若是以固定时间为資料分析的颗粒单位，则称为时间序列分析，是主要作为销售数据商业分析的方法之一。